# Jordan Davis (fútbol americano)
Jordan X. Davis (Charlotte, Carolina del Norte, 12 de enero de 2000) más conocido como Jordan Davis, es un jugador profesional estadounidense de fútbol americano, se desempeña en la posición de defensive tackle en Philadelphia Eagles, en la National Football League (NFL).

## Carrera
Fue seleccionado en la Reunión Anual de Selección de Jugadores de la NFL de 2022. Hizo su debut profesional con el equipo Philadelphia Eagles, lleva jugando dos temporadas.